# 미세 구조 상수
미세 구조 상수(微細構造常數, 영어: fine structure constant, 기호 α) 또는 조머펠트 미세 구조 상수(Sommerfeld -)는 전자기력의 세기를 나타내는 물리상수다. 원자물리학과 입자물리학에서 자주 나타난다. 1916년 아르놀트 조머펠트가 발견하였다. 원래 조머펠트가 원자 방출 스펙트럼의 미세 구조를 연구할 때 발견하였으므로 이런 이름이 붙었다.
2020년 4월에, 130억 광년 떨어진 곳에서 미세구조상수가 다른 곳이 관측되었다는 논문이 발표되었다. 이는 전자기법칙이 전 우주에서 같지는 않을 수 있다는 점을 시사한다.

## 정의
미세 구조 상수 {\displaystyle \alpha }는 국제단위계에서는 다음과 같이 정의한다.
{\displaystyle \alpha ={\frac {e^{2}}{4\pi \epsilon _{0}\hbar c}}}
여기서 {\displaystyle e}는 기본 전하, {\displaystyle \pi }는 원주율, {\displaystyle \hbar =h/{2\pi }}는 디랙 상수, {\displaystyle c}는 빛의 속도, {\displaystyle \epsilon _{0}}은 진공의 유전율이다. 이 값은 두 전자가 {\displaystyle \hbar /m_{e}c}(전자의 컴프턴 파장)의 거리를 두고 떨어져 있을 때, 그 전기적 위치 에너지와 전자의 정지 에너지 {\displaystyle m_{e}c^{2}}의 비로 해석할 수 있다.

## 유도
CGS 단위계에서는 {\displaystyle 4\pi \epsilon _{0}} 인자가 전하량에 포함되므로 식이 다음과 같이 바뀐다.
{\displaystyle \alpha ={\frac {e^{2}}{\hbar c}}}
{\displaystyle \alpha }는 차원이 없는 상수이기 때문에, 그 값은 단위계에 상관없이 같다. 여기에 들어가는 기본 상수값을 대입해보면
{\displaystyle \alpha } =0.00729231
{\displaystyle {\frac {1}{\alpha }}}=137.131
이 나온다. 이 값은 실제 측정값과는 차이가 있다. 여기에 양자 전기역학에서 예견하는 전자들의 상호작용을 통한 보정을 고려할 수 있다. 이는 전자의 자기 모멘트와 미세 구조 상수와의 관계를 통해 구해진 것으로, 다음과 같다.
{\displaystyle \alpha } =0.0072973525698(24)
{\displaystyle {\frac {1}{\alpha }}}=137.035999074(44)

## 같이 보기
- 무차원 물리 상수